# Йович, Слободан
Слободан Йович (серб. Слободан Јовић; 17 апреля 1918, Кучево — 29 июля 1944, Белград) — югославский сербский художник-график, участник Народно-освободительной войны Югославии и белградского партизанского подполья, Народный герой Югославии. Вместе с Бранко Джёновичем, Народным героем Югославии, заведовал подпольной типографией ЦК КПЮ на улице Банички венац.

## Биография
Родился 17 апреля 1918 года в Кучево, окончил начальную школу и три класса гимназии. 4-й класс гимназии бросил, занялся графикой. С юных лет интересовался рабочим движением, до войны вступил в КПЮ. 
В июне 1941 года вместе с Бранко Джёновичем основал в доме 12 на улице Банички венац подпольную типографию ЦК КПЮ. Занимался оформлением помещения, переносом станков, наладкой электропроводки, печатью и распространением материалов. Постоянно находился в подполье и не покидал дом, кроме случаев приобретения материалов. Для самозащиты Йович всегда носил с собой пистолет и гранаты, защищая своих товарищей.
Типография работала с 1 августа 1941 года по 31 августа 1943 года. За это время было издано пять Бюллетеней Верховного штаба, семь выпусков газет «Глас» и «Пролетер» 1942 года, брошюра с текстами листовок из газеты «Борба», ряд заявлений Сербского краевого комитета КПЮ и ЦК СКМЮ, книги «История РКП(б)», «Основы ленинизма», «Класс пролетариата и партия пролетариата» и другие материалы (в том числе и тексты заявлений, озвученных по радио). Белград был буквально завален листовками этой типографии: почти всю войну полиция и гестапо не могли найти источник распространения этой информации. Однако 31 августа 1943 года немецкая военная администрация приказала выселить всех жителей дома номер 12 по улице Банички венац, чтобы разместить там солдат вермахта, и в ходе обысков обнаружила заветные типографские станки.
В конце октября 1943 года Слободан и Бранко переехали в дом 24 по улице Краинской, где также была типография. Новая типография проработала до 29 июля 1944 года, оказав большую информационную поддержку партизанскому движению. 29 июля и эту типографию полиция раскрыла: в тот день дом был окружён полицейскими, которые начали обыски и аресты. Слободан и Бранко сожгли всю документацию и архивы типографии, а затем, когда полицейские ринулись в то помещение, где была типография, подорвали себя гранатами.
30 апреля 1946 года Слободану Йовичу и Бранко Джёновичу было посмертно присвоено звание Народных героев Югославии. Их останки захоронены на Кладбище освободителей Белграда.